# Ruhotina
Ruhotina är ett samhälle i Bosnien och Hercegovina.   Det ligger i entiteten Republika Srpska, i den östra delen av landet, 110 km nordost om huvudstaden Sarajevo. Ruhotina ligger 136 meter över havet och antalet invånare är 286.
Terrängen runt Ruhotina är platt åt nordost, men åt sydväst är den kuperad. Närmaste större samhälle är Bijeljina, 14,2 km norr om Ruhotina. 
Trakten runt Ruhotina består till största delen av jordbruksmark. Runt Ruhotina är det ganska tätbefolkat, med 104 invånare per kvadratkilometer.